# Sokolovac
Sokolovac es un municipio de Croacia en el condado de Koprivnica-Križevci.

## Geografía
Se encuentra a una altitud de 202 m s. n. m. a 86 km de la capital nacional, Zagreb.

## Demografía
En el censo 2011 el total de población del municipio fue de 3417 habitantes, distribuidos en las siguientes localidades:
- Brđani Sokolovački -  50
- Domaji -  176
- Donja Velika - 91
- Donjara -  26
- Donji Maslarac -  74
- Gornja Velika -  95
- Gornji Maslarac -  42
- Grdak -  85
- Hudovljani - 135
- Jankovac - 41
- Kamenica -  17
- Ladislav Sokolovački -  120
- Lepavina - 200
- Mala Branjska - 60
- Mala Mučna -  81
- Mali Botinovac -  15
- Mali Grabičani -  193
- Mali Poganac - 141
- Miličani - 147
- Paunovac - 30
- Peščenik - 79
- Prnjavor Lepavinski -  58
- Rijeka Koprivnička -  68
- Rovištanci - 57
- Sokolovac - 464
- Srijem -  213
- Široko Selo -  32
- Trnovac Sokolovački -  104
- Velika Branjska -  31
- Velika Mučna -  339
- Veliki Botinovac - 88
- Vrhovac Sokolovački - 65

| Gráfica de población de Sokolovac 1857-2011                         |
|                                                                     |
| Según los censos de población de la oficina estadística de Croacia. |